# Aphaniosoma fissum
Aphaniosoma fissum är en tvåvingeart som beskrevs av Collin 1949. Aphaniosoma fissum ingår i släktet Aphaniosoma och familjen gulflugor.
Artens utbredningsområde är Egypten. Inga underarter finns listade i Catalogue of Life.